# Dona Ivone Lara
Yvonne Lara da Costa OMC, mais conhecida como Dona Ivone Lara (Rio de Janeiro, 13 de abril de 1922 – Rio de Janeiro, 16 de abril de 2018), foi uma cantora e compositora brasileira. Conhecida como Rainha do Samba e Grande Dama do Samba ela foi a primeira mulher a assinar um samba-enredo e a fazer parte da ala de compositores de uma escola, o Império Serrano.
Formada em Enfermagem e Serviço Social, consagrou-se como cantora e compositora, desempenhando importante papel como enfermeira na reforma psiquiátrica no Brasil, ao lado da médica Nise da Silveira, dedicando-se a essa atividade durante mais de trinta anos, antes de se aposentar e dedicar-se exclusivamente à carreira artística.
Em homenagem à Dona Ivone Lara, o dia 13 de abril foi instituído como Dia Nacional da Mulher Sambista.

## Biografia
Dona Ivone Lara nasceu  em 13 de abril de 1922, na rua Voluntários da Pátria, em Botafogo, Zona Sul do Rio de Janeiro. Foi a primeira filha da união entre a costureira Emerentina Bento da Silva e João da Silva Lara. Paralelamente ao trabalho, ambos tinham intensa vida musical: ele era violonista de sete cordas e desfilava no Bloco dos Africanos; ela era ótima cantora e emprestava sua voz de soprano a ranchos carnavalescos tradicionais do Rio de Janeiro, como o Flor do Abacate e o Ameno Resedá – nos quais seu João também se apresentava. Formada em enfermagem e serviço social, foi  uma profissional na área de saúde durante mais de trinta anos até se aposentar em 1977.     
Com a morte do pai, com menos de três anos de idade, e da mãe aos dezesseis, foi criada pelos tios e com eles aprendeu a tocar cavaquinho e a ouvir samba, ao lado do primo Mestre Fuleiro; teve aulas de canto com Lucília Guimarães e recebeu elogios do marido desta, o maestro Villa-Lobos.
Casou-se em 4 de dezembro de 1947 com Oscar Costa, filho de Alfredo Costa, presidente da escola de samba Prazer da Serrinha, com quem teve dois filhos, Alfredo e Odir. Foram casados durante 28 anos, até a morte de Oscar. Foi no Prazer da Serrinha onde conheceu alguns compositores que viriam a ser seus parceiros em algumas composições, como Mano Décio da Viola e Silas de Oliveira. Em 2008 ela perde seu filho Odir, vítima de complicações decorrentes da diabetes.

### Carreira como profissional de Saúde
Aos dezessete anos, Ivone entrou para a faculdade de enfermagem da atual Universidade Federal do Estado do Rio de Janeiro (UNIRIO), onde se graduou enfermeira. Aos 21 anos, prestou concurso público para o Ministério da Saúde e aos 25 foi contratada pelo Instituto de Psiquiatria do Engenho de Dentro. Lá, especializou-se em terapia ocupacional com a médica psiquiatra Nise da Silveira, área em que desempenhou um papel fundamental na reforma psiquiátrica no Brasil a partir da década de 1970. Durante mais de três décadas ela atuou na Colônia Juliano Moreira, com pacientes de doenças mentais.
Ivone Lara se formou em Serviço Social, sendo uma das primeiras assistentes sociais do Brasil e uma das primeiras mulheres negras a se formarem em um curso superior no país. Seu trabalho nessa área foi tão importante que em 2016, a professora da Faculdade de Serviço Social da Universidade do Estado do Rio de Janeiro (UERJ), Graziela Scheffer, publicou o artigo acadêmico "Serviço Social e Dona Ivone Lara: o lado negro e laico da nossa história profissional".
Em uma época em que pacientes de doenças mentais eram institucionalizados e abandonados pela família, Ivone se deslocava para os municípios do Rio e de estados vizinhos, localizando parentes dos internos para apresentar uma visão diferente da maioria dos diagnósticos médicos, que desacreditavam a condição mental dessas pessoas. Tudo isso fazia parte de uma rotina terapêutica e de uma visão completamente nova que humanizava o tratamento da saúde mental. Além disso, Ivone trouxe a terapia musical para seus pacientes no Instituto de Psiquiatria do Engenho de Dentro. Usando seus contatos, conseguia patrocínio para os instrumentos e a criação de uma oficina de música, que passou a apoiar festas e eventos de socialização entre os pacientes, seus familiares e os funcionários do hospital. Essa oficina mais tarde deu origem ao bloco de carnaval "Loucura Suburbana", que existe até hoje. Em 1977, Ivone se aposentou da carreira em enfermagem e assistência social para se dedicar integralmente à sua carreira musical.

### Carreira como cantora e compositora

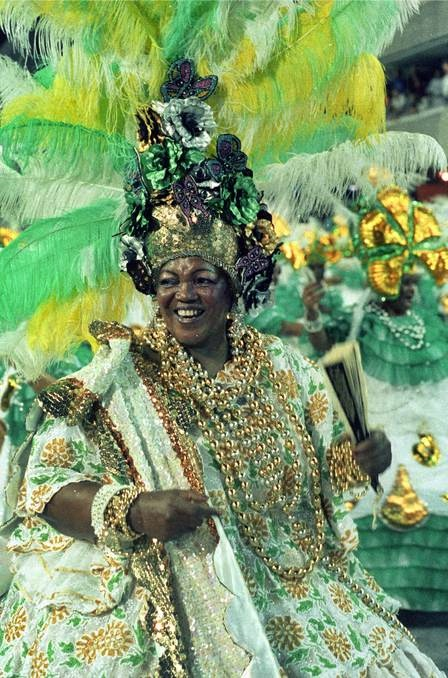
Dona Ivone desfilando pelo Império em 1990.

Mestre Fuleiro era primo de Dona Ivone, ele a ajudou a fazer parte da ala de compositores da escola Império Serrano, quando na época essa atribuição era tradicionalmente desempenhada por homens; em um ardil premeditado entre os dois, de inicio Fuleiro apresentou na ala dos compositores da Império Serrano os sambas compostos por Dona Ivone como se fossem de autoria dele, e somente alguns tempos depois, quando as canções tiveram ampla aceitação, foi que ele revelou como sendo de sua prima a autoria de tais composições. Assim sendo, Dona Ivone teve a primazia de se tornar na primeira mulher a assinar um samba-enredo.
Compôs o samba Nasci para Sofrer, que se tornou o hino da escola de samba Prazer da Serrinha, fundada na década de 40 e extinta em 1952. Com a fundação da escola de samba Império Serrano em 1947, passou a desfilar na ala das baianas. Também compôs o samba Não Me Perguntes, e a consagração veio em 1965, com Os Cinco Bailes da História do Rio, quando tornou-se a primeira mulher a fazer parte da ala de compositores da escola de samba.
Em 1975, seu filho Odir sofreu um acidente de carro, e por causa disso seu marido Oscar Costa teve um infarto fulminante e morreu. Apesar de seu marido nunca ter nada contra sua carreira, ele não gostava das rodas de samba.[carece de fontes?]
Dois anos depois, Ivone se aposentou da carreira como profissional da Saúde e passou a dedicar-se exclusivamente à carreira artística. Entre os intérpretes que gravaram suas composições destacam-se Clara Nunes, Roberto Ribeiro, Maria Bethânia, Gal Costa, Caetano Veloso, Gilberto Gil, Paula Toller, Paulinho da Viola, Beth Carvalho, Mariene de Castro, Roberta Sá, Marisa Monte e Dorina. Uma de suas composições mais conhecidas, em parceria com Délcio Carvalho, foi Sonho Meu, sucesso na voz de Maria Bethânia e Gal Costa em 1978, cujo álbum ultrapassou um milhão de cópias vendidas.
Dona Ivone também teve trabalhos como atriz, com participação em filmes, e foi a Tia Nastácia em especiais do programa Sítio do Pica-Pau Amarelo. Em 2008, interpretou a canção Mas Quem Disse Que Eu Te Esqueço no projeto Samba Social Clube. A faixa foi incluída, no ano seguinte, em uma coletânea com as melhores performances do projeto.

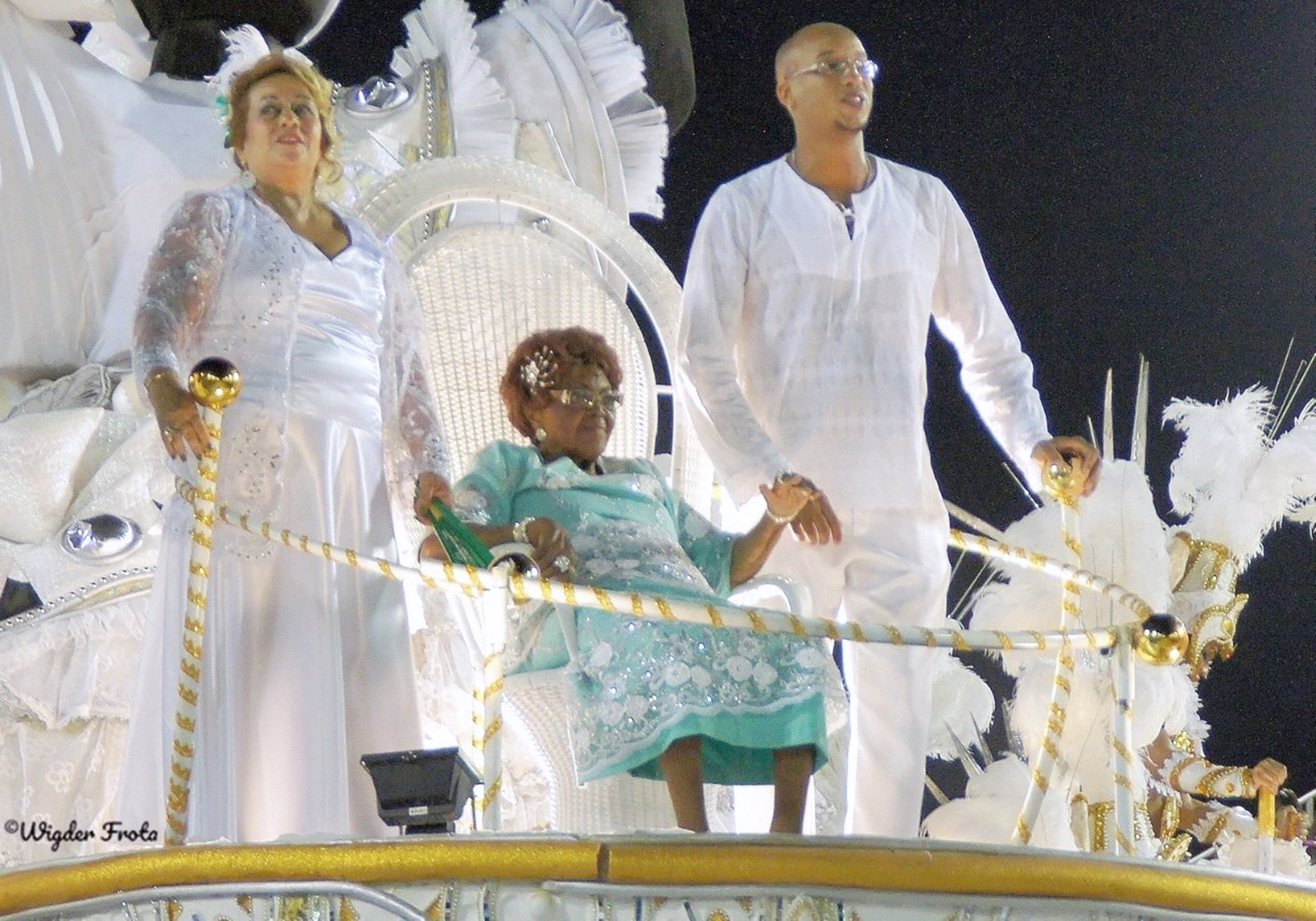
Dona Ivone Lara é homenageada pelo Império em 2012.

Em 2012, foi homenageada pelo Império Serrano, no grupo de acesso, com o enredo Dona Ivone Lara: O enredo do meu samba. Em 2010 foi a homenageada na 21.ª edição do Prêmio da Música Brasileira. Em dezembro de 2014 foi a homenageada na 19.ª  edição do Trem do Samba. Um mês antes, Dona Ivone havia participado do primeiro dia de gravações do Sambabook, em homenagem à sua carreira da gravadora Musickeria. Cantores como Maria Bethânia, Elba Ramalho, Criolo, Zeca Pagodinho, Martinho da Vila, Arlindo Cruz, Adriana Calcanhoto, Zélia Duncan e Reinaldo, O Príncipe do Pagode fizeram versões de canções de Dona Ivone, enquanto ela própria gravou com Diogo Nogueira uma canção inédita, composta com seu neto, André. Em 2015, entrou para a lista das "Dez Grandes Mulheres que Marcaram a História do Rio".

### Morte
Dona Ivone morreu no dia 16 de abril de 2018 aos 96 anos, em consequência de um quadro de insuficiência cardiorrespiratória após permanecer internada por três dias no Centro de Tratamento e Terapia Intensiva (CTI) da Coordenação de Emergência Regional (CER), no Leblon, Rio de Janeiro. O velório aconteceu na Quadra do Império Serrano,  sua escola do coração, em Madureira, na Zona Norte da cidade. O enterro de Dona Ivone aconteceu no Cemitério de Inhaúma, no Rio de Janeiro.

## Discografia
- 1970 - Sambão 70
- 1972 - Quem samba fica?
- 1974 - Samba minha verdade, minha raiz
- 1979 - Sorriso de criança
- 1980 - Serra dos meus sonhos dourados
- 1981 - Sorriso negro
- 1982 - Alegria minha gente
- 1985 - Ivone Lara
- 1986 - Arte do encontro (com Jovelina Pérola Negra)
- 1998 - Bodas de ouro
- 1999 - Um natal de samba (com Délcio Carvalho)
- 2001 - Nasci para sonhar e cantar
- 2004 - Sempre a cantar (com Toque de Prima)
- 2009 - Canto de Rainha (DVD)
- 2010 - Bodas de Coral (com Délcio de Carvalho)
- 2010 - Nas escritas da vida (com Bruno Castro)
- 2012 - Baú da Dona Ivone
- 2015 - Sambabook Dona Ivone Lara (DVD)
- 2015 - Sambabook Dona Ivone Lara (2 CDs)

## Filmografia
- 1977 - Filme A Força de Xangô, interpretando Zulmira de Iansã[15]
- 1982 - Especial Sítio do Pica-Pau Amarelo, interpretando Tia Nastácia